# Xenocalamus sabiensis
Xenocalamus sabiensis – endemiczny gatunek jadowitego węża z podrodziny aparalakt (Aparallactinae) w rodzinie gleboryjcowatych (Atractaspididae).
Najdłuższa zanotowana samica mierzyła 47 centymetrów, samiec zaś 40 centymetrów. Ciało w kolorze czarnym, brzuch biały.
Samica w lecie składa 3 duże, wydłużone jaja.
Występują na terenie Afryki Południowej – w Zimbabwe, Mozambiku i niewielkim przyległym obszarze RPA.